# Percy Benson
Henry Percy Benson (Oakland, Kalifornia, 1874. január 13. – Taft, Kalifornia, 1949. március 14.) amerikai amerikaifutball-játékos és -edző.
1892 és 1894 között a UC Berkeley játékosa, majd 1895-ben az Oregon Webfoots, 1897-ben pedig a montanai Butte Athletic Club edzője volt.

## Eredményei vezetőedzőként
| Szezon                                                        | Eredmény                                                      | Eredmény                                                      | Helyezés                                                      |
| Szezon                                                        | Összesen                                                      | Konferencia                                                   | Helyezés                                                      |
| Oregon Webfoots (Oregon Intercollegiate Football Association) | Oregon Webfoots (Oregon Intercollegiate Football Association) | Oregon Webfoots (Oregon Intercollegiate Football Association) | Oregon Webfoots (Oregon Intercollegiate Football Association) |
| ------------------------------------------------------------- | ------------------------------------------------------------- | ------------------------------------------------------------- | ------------------------------------------------------------- |
| 1895                                                          | 4–0                                                           | 4–0                                                           | 1.                                                            |
| Jelmagyarázat: Konferenciabajnok                              |                                                               |                                                               |                                                               |

## Fordítás
- Ez a szócikk részben vagy egészben  a   Percy Benson című angol Wikipédia-szócikk ezen változatának fordításán alapul.  Az eredeti cikk szerkesztőit annak laptörténete sorolja fel. Ez a jelzés csupán a megfogalmazás eredetét és a szerzői jogokat jelzi, nem szolgál a cikkben szereplő információk forrásmegjelöléseként.